# Greece Open 2017
Die Greece Open 2017 im Badminton (auch Hellas Open 2017 genannt) fanden vom 31. August bis zum 3. September 2017 in Livadia statt.

## Sieger und Platzierte
| Disziplin    | Gold                        | Silber                        | Bronze                            |
| ------------ | --------------------------- | ----------------------------- | --------------------------------- |
| Herreneinzel | Kim Bruun                   | Henri Aarnio                  | Iikka Heino                       |
| Herreneinzel | Kim Bruun                   | Henri Aarnio                  | Aditya Joshi                      |
| Dameneinzel  | Neslihan Yiğit              | Mariya Mitsova                | Soraya de Visch Eijbergen         |
| Dameneinzel  | Neslihan Yiğit              | Mariya Mitsova                | Busra Yalçinkaya                  |
| Herrendoppel | Kasper Antonsen Niclas Nøhr | Henri Aarnio Iikka Heino      | Peyo Boichinov Ivan Panev         |
| Herrendoppel | Kasper Antonsen Niclas Nøhr | Henri Aarnio Iikka Heino      | Daniel Nikolov Ivan Rusev         |
| Damendoppel  | Özge Bayrak Cemre Fere      | Bengisu Erçetin Nazlıcan Inci | Zehra Erdem İlayda Nur Özelgül    |
| Damendoppel  | Özge Bayrak Cemre Fere      | Bengisu Erçetin Nazlıcan Inci | Harika Veludurthi Karishma Wadkar |
| Mixed        | Rohan Kapoor Kuhoo Garg     | Utkarsh Arora Karishma Wadkar | Carl Harrbacka Tilda Sjöö         |
| Mixed        | Rohan Kapoor Kuhoo Garg     | Utkarsh Arora Karishma Wadkar | Emre Sönmez Zehra Erdem           |